# Франсоа Мари Доден
Франсоа Мари Доден (на френски: François Marie Daudin) е френски зоолог, работил главно в областта на орнитологията и херпетологията. Автор е на „Traite elementaire et complet d'Ornithologie“ (1800) и „Histoire naturelle, générale et particulière des reptiles“ (1802–03, в 8 тома).